# Verzögerungsleitung
Verzögerungsleitungen (englisch delay line, korrekt: Laufzeitleitung) dienen der Zeitverschiebung oder temporären Speicherung (Laufzeitspeicher) eines seriellen Signales (analog oder digital) mittels der Signallaufzeit in einer elektrischen Leitung bestimmter Länge oder auch in einer akustischen Übertragungsstrecke.
Die Verzögerungszeit ergibt sich dabei aus dem Quotienten aus Länge und Wellengeschwindigkeit.

## Funktionsprinzip

### Elektromagnetische Verzögerungsleitung

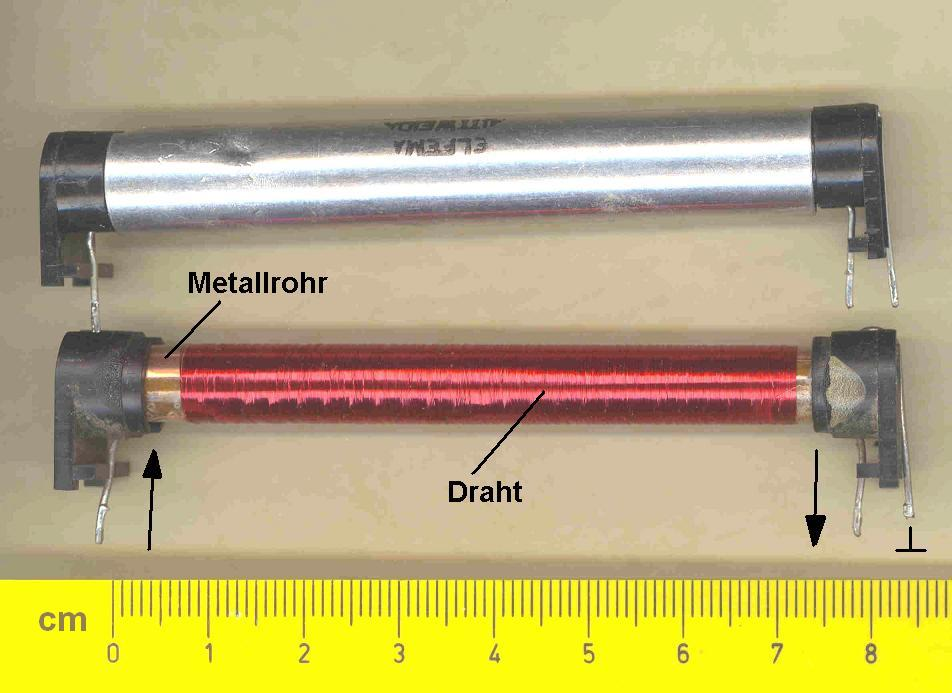
Elektrische Verzögerungsleitung, t_{v} = 450 ns, Impedanz 1 kOhm VEB ELFEMA Mittweida, ca. 1980

Die Verzögerung erfolgt ohne Signalwandlung durch eine elektrische Leitung oder eine äquivalente Anordnung bestimmter Länge. Auf der Leitung/Struktur breitet sich eine leitungsgebundene elektromagnetische Welle aus. Die geometrische Länge kann dabei wesentlich geringer als die elektrisch zur Signalverzögerung wirksame Länge sein, zum Beispiel:
- Ein Dielektrikum mit einer Dielektrizitätszahl (ε) größer 1 bewirkt einen sog. Verkürzungsfaktor.
- Ein ferromagnetisches Material mit Permeabilität (μ) > 1 bewirkt ebenfalls eine Verkürzung.[1]
- Über die Länge verkoppelte Induktivität bewirkt eine geometrische Verkürzung (Drahtwendel, siehe Bild, jedoch auch in Wanderfeldröhren).
- Die „Leitung“ kann bei Zugeständnissen an die Signalbandbreite auch aus diskreten Induktivitäten und Kapazitäten aufgebaut werden, um eine hohe Laufzeit zu erreichen.
- Die Leitung kann aus Resonatoren bestehen (Hohlraumresonatoren, kammartige Strukturen); sie ist dann nur in einem schmalen Frequenzband wirksam und dient meist der Geschwindigkeitsanpassung (Verzögerung) der Welle an einen Elektronenstrom (Beispiele: Undulatoren im Freie-Elektronen-Laser, Schlitzanode von Magnetrons)

Eine Kombination der oben genannten Maßnahmen ist ebenfalls möglich.

### Elektronische Verzögerungsleitung
Eine elektronische Form einer Verzögerungsleitung ist der sogenannte Eimerkettenspeicher, bei der die Ladungen einer Vielzahl von Kondensatoren auf ein Taktsignal hin an den nächsten weitergegeben werden. Das Prinzip ist in Form Integrierter Schaltungen als Eimerkettenspeicher (englisch charge-coupled device, CCD) bekannt. Da dieses Prinzip zeitdiskret arbeitet, ist die Bandbreite auf die halbe Taktfrequenz begrenzt. Die digitale Form sind FIFO-Speicher, dieser wird auch mit DRAMs realisiert.

### Akustische Verzögerungsleitung

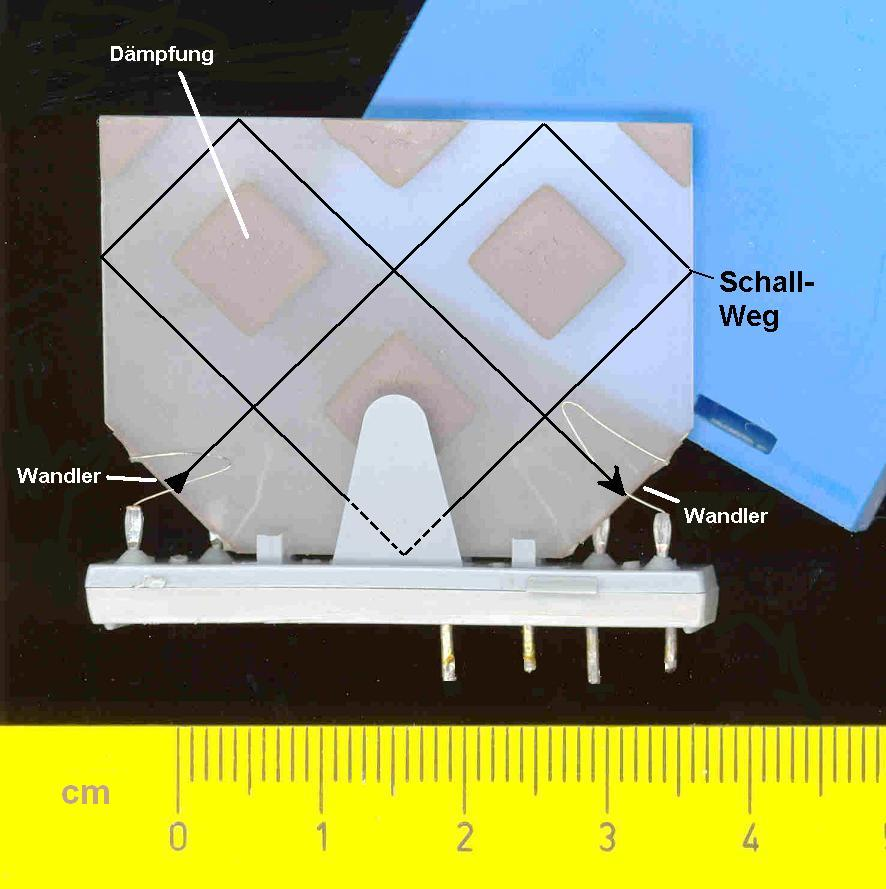
Ultraschall-Verzögerungsleitung (Farbfernseher), t_{v} ≈ 63,943 µs; VEB ELFEMA Mittweida, ca. 1980

Bei akustischen Verzögerungsleitungen wird das elektrische Signal mit piezoelektrischen Wandlern in Ultraschall gewandelt, durch ein Medium mit definierter Schallgeschwindigkeit geleitet, und dann wieder zurück in ein elektrisches Signal gewandelt.
Nebenstehendes Bild zeigt eine PAL-Ultraschallverzögerungsleitung: die beiden piezoelektrischen Wandler sind in Form schmaler Streifen auf die Stirnseiten einer Glasplatte geklebt, zu sehen sind nur die Aluminium-Anschlussdrähte. Um die Baugröße der Glasplatte zu begrenzen, wird mit Reflexionen an den Kanten des Glasmediums gearbeitet. Um dabei die Wellenausbreitung und den Signalweg definiert einzugrenzen, sind auf der Glasplatte quadratische Dämpfungs-Pads aufgetragen. Verwendet wird nach Kalium-Bleiglas, welches gegenüber leichterem Glas eine geringere Schallgeschwindigkeit (etwa 2500 bis 2540 m/s) und zudem einen geringen Temperaturkoeffizienten der Ausbreitungsgeschwindigkeit besitzt.
Als Schallausbreitungsmedium wurde früher auch Quecksilber eingesetzt, ein weiteres Prinzip verwendet magnetostriktiv angeregte Drähte. Siehe hierzu auch Abschnitt Geschichte.

### Mechanische Verzögerungsleitung
Mechanische Hallgeräte (Federhall) sind im Prinzip auch Verzögerungsleitungen.

## Anwendung

### Fernsehempfangstechnik

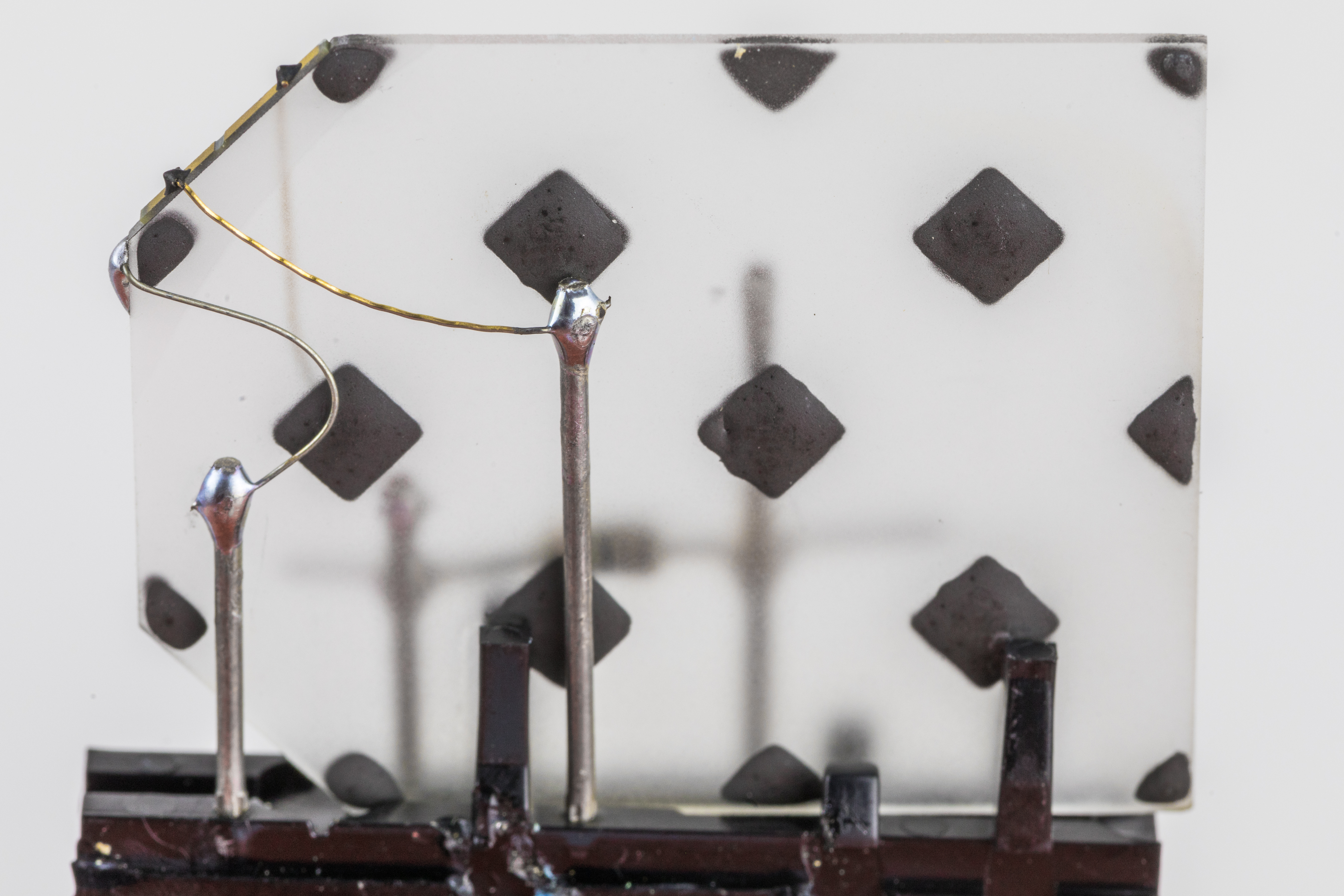
Philips CF 873 aus einem Videorekorder

Ultraschall-Verzögerungsleitungen wurden bis ca. 1995 in Farbfernsehgeräten nach den Fernsehnormen PAL und SECAM eingesetzt, um das Farbträgersignal um die Laufzeit von ca. einer Bildzeile zu verzögern. Dadurch können bei PAL mittels des in der Phase alternierenden Farbträgersignals Phasenfehler, welche sich in Farbtonfehlern äußern, durch eine Mittelwertbildung der Farbsignale jeweils zweier aufeinander folgender Bildzeilen effizient unterdrückt werden (die Phasenfehler heben sich gegenseitig auf). Bei SECAM, welches je Bildzeile jeweils nur eines der beiden Farbdifferenzsignale überträgt, kann die Schaltung nur durch den Einsatz einer Verzögerungsleitung überhaupt auf das jeweils andere Farbdifferenzsignal (aus der vorigen Zeile) zurückgreifen. Daher ist der Einsatz einer Verzögerungsleitung bei PAL lediglich wünschenswert zur Steigerung der Bildqualität, bei SECAM dagegen zwingend erforderlich. Beim Anfang der 1950er Jahre entwickelten US-amerikanischen NTSC-Farbfernsehverfahren ist das Chrominanz(Farb)signal in jeder Zeile unabhängig von den Nachbarzeilen. Empfänger für die NTSC-Norm besitzen daher keine Verzögerungsleitung. Nach der Demodulation der beiden Chrominanzsignale Y−R (Rotdifferenz) und Y−B (Blaudifferenz) aus dem Farbträgersignal werden daraus bei allen drei Systemen, zusammen mit dem Luminanzsignal Y, die drei RGB-Komponenten (Rot, Grün, Blau) zur Ansteuerung der drei Elektronenkanonen der Farbbildröhre gewonnen.
Bei Ultraschall-Verzögerungsleitungen wird die Signalverzögerung des quadraturamplitudenmodulierten PAL-Farbträgersignals (mit einer Trägerfrequenz von 4,43361875 MHz) in Bandpasslage durchgeführt. Die Subtraktion der modulierten Farbkomponenten wird durch eine Verzögerung um eine halbzahlige Anzahl von Schwingungen der Farbträgerfrequenz erreicht und beträgt 283,5 Perioden. Daraus ergibt sich eine Verzögerung von:
{\displaystyle {\frac {283{,}5}{4{,}43361875~\mathrm {MHz} }}\approx 63{,}943~\mathrm {\mu } s}
In späteren PAL-Farbfernsehempfängern wurde die Verzögerung der beiden bereits demodulierten Farbträgersignale Y−R und Y−B in Basisbandlage mit einer Verzögerung von exakt einer Bildzeile von 64 µs mittels zweier synchronisierter Switched-Capacitor-Filter (SC-Filter) durchgeführt. Verzögerungsketten in Form von SC-Filterketten sind im Gegensatz zu den Ultraschall-Verzögerungsleitungen als integrierter Schaltkreis zu fertigen, kleiner, und mechanisch robuster.
Seit 2000 verwenden übliche digitale Fernsehgeräte für den Empfang von analogen Fernsehsignalen Multinorm-Decoder mit integrierten Verzögerungsketten.

### Audiotechnik
Elektronische Signalverzögerungen nach dem Eimerkettenprinzip, sogenannte Eimerkettenspeicher (engl. bucket brigade memory (BBM) oder auch Bucket Brigade Device (BBD)) werden verwendet, um Störsignale rechtzeitig erkennen und ausblenden zu können oder um den räumlichen Höreindruck durch das Zumischen von verzögerten Signalanteilen zu beeinflussen.
Auch Echo- und Hallgeräte sind im Prinzip gekoppelte Verzögerungsleitungen. Früher kamen dafür auch mechanische Verfahren mit einer akustisch angeregten Schraubenfeder zum Einsatz (Federhall).

### Wissenschaftliche Geräte und Hochfrequenz

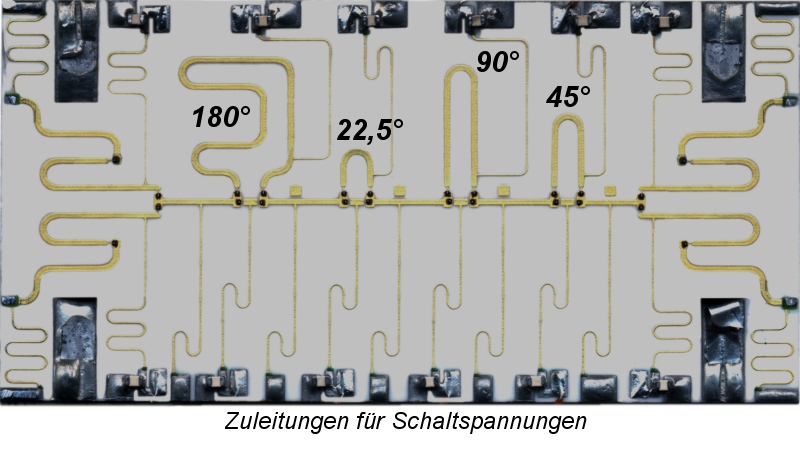
Umschaltbare Verzögerungsleitungen aus Streifenleitungen (Radartechnik)

In der Forschung ist es oft nötig, Signale oder Impulse zu verzögern, um Zeitverschiebungen auszugleichen, die Erfassung zu ermöglichen oder Triggerzeitpunkte zu synchronisieren.
Verzögerungszeiten im Nanosekunden- und Sub-Nanosekundenbereich werden oft durch definierte Leitungslängen gewährleistet. Das können fest installierte Leitungen oder auch koaxiale Laborkabel sein.
In der Hochfrequenztechnik und im Antennenbau ist es oft nötig, Signale phasenrichtig zu verteilen oder zusammenzuführen. Die hierfür eingesetzten Verzögerungsleitungen nennt man auch Umwegleitung.

## Geschichte

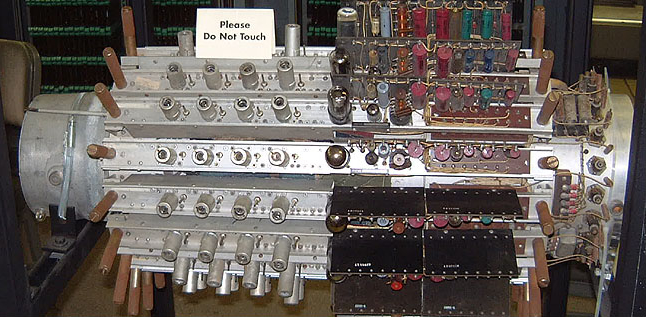
Quecksilber-Laufzeitspeicher des UNIVAC I (1951)

In frühen Computern wie ACE, UNIVAC I oder EDSAC verwendete man Verzögerungsleitungen als dynamischen Hauptspeicher. Im Gegensatz zu einem Direktzugriffsspeicher (RAM) konnte nicht auf jedes Datenelement wahlfrei zugegriffen werden, sondern es musste gewartet werden, bis es am Ende des Laufzeitspeichers wieder erschien. In Terminals von ICL wurde diese Technik noch in den 1970er Jahren als Bildschirmspeicher verwendet. In den Computern 5005/5006 und 5610 der Firma Singer Business Machines wurden Delaylines als Hauptspeicher verwendet.
Quecksilber-Laufzeitspeicher bestanden aus einer mit Quecksilber gefüllten Röhre, an deren beiden Enden ein Schwingquarz angebracht war. Durch ein elektrisches Signal wurde einer der beiden Schwingquarze zu mechanischen Schwingungen angeregt und führte zu Ultraschallwellen im Quecksilber, die sich mit der Ausbreitungsgeschwindigkeit von 1,4 km/s fortsetzen und nach entsprechender Verzögerungszeit den anderen Schwingquarz dazu brachten, ein wiederum elektrisches Signal zu erzeugen. Synchron zum Takt des Rechenwerks wurden die entsprechenden Bitsignale entweder wieder in den Laufzeitspeicher geschickt oder durch andere Bits ersetzt. So konnte man ein serielles Bitmuster einer bestimmten Länge umlaufen lassen und somit speichern. Auf diese Weise erfolgt die Speicherung allein im Quecksilber durch die Signallaufzeit der akustischen Welle, in der ACE waren mit einer Taktrate von 1 MHz und einer Laufzeit von 1,024 ms dies 1024 Bit.
Quecksilber-Verzögerungsleitungen wurden zuvor in der RADAR-Technik im Zweiten Weltkrieg für analoge Signale eingesetzt.

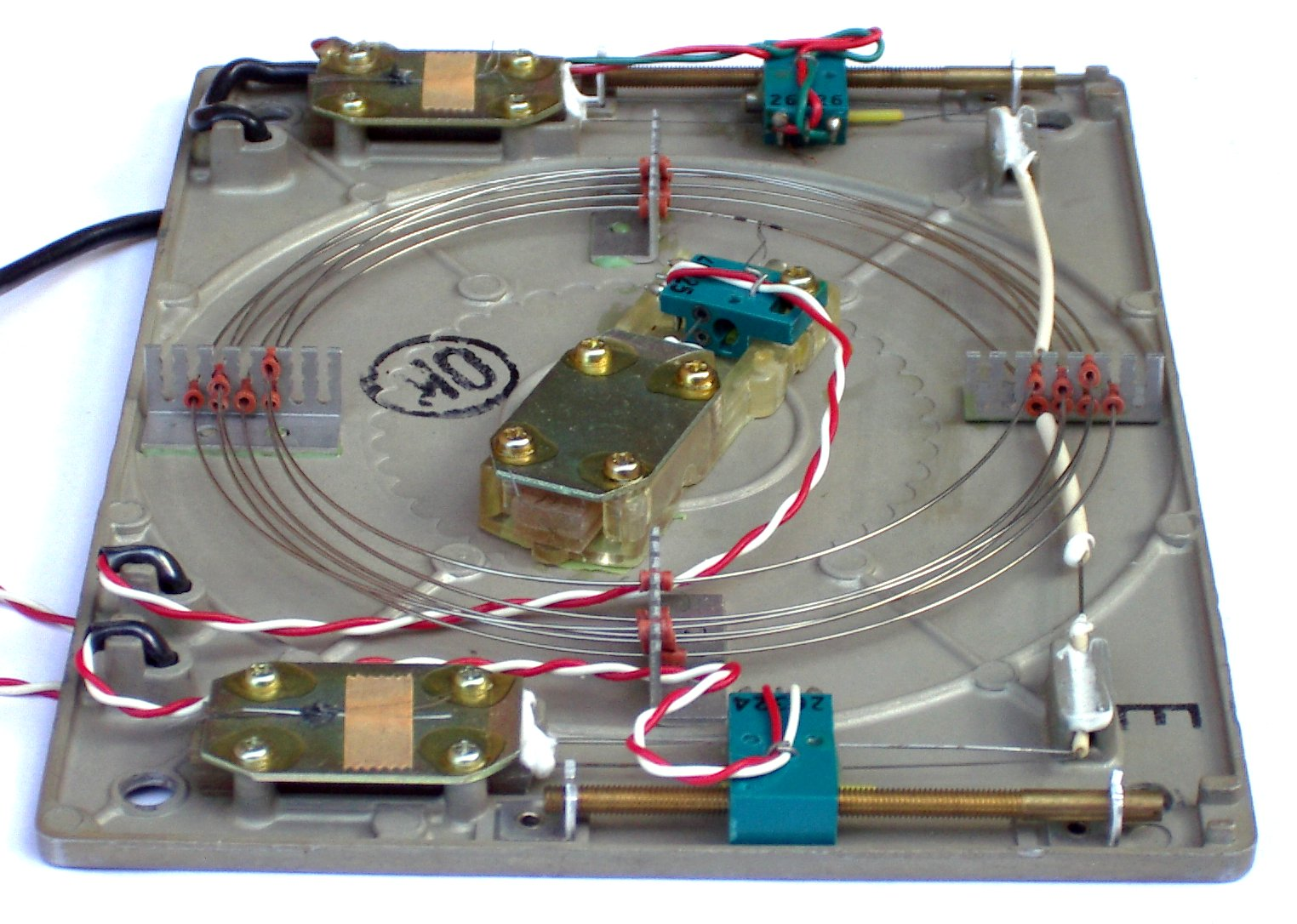
Magnetostriktive Torsions-Verzögerungsleitung

Eine andere Variante der Verzögerungsleitung für Laufzeitspeicher benutzte Nickeldraht – bei dieser wurde der Effekt der Magnetostriktion in Nickel zum Schreiben/Lesen und ein langer aufgerollter Nickeldraht zur Speicherung ausgenutzt. Solche Verzögerungsleitungen wurden insbesondere in Tischrechnern eingesetzt, in denen Kernspeicher zu teuer und die geringere Rechengeschwindigkeit unproblematisch war.
Eine dritte Variante verwendet Glas als Medium für die akustische Welle. Sie wurde in Farbfernsehgeräten zur (analogen) Speicherung des Signals einer Zeile durch die Verfahren SECAM und PAL zur Korrektur von Farbfehlern eingesetzt. Durch Benutzung von Mehrfachreflexionen im Glaskörper konnte die ursprünglich 15 cm lange Einheit wesentlich verkleinert werden.